# イカそうめん

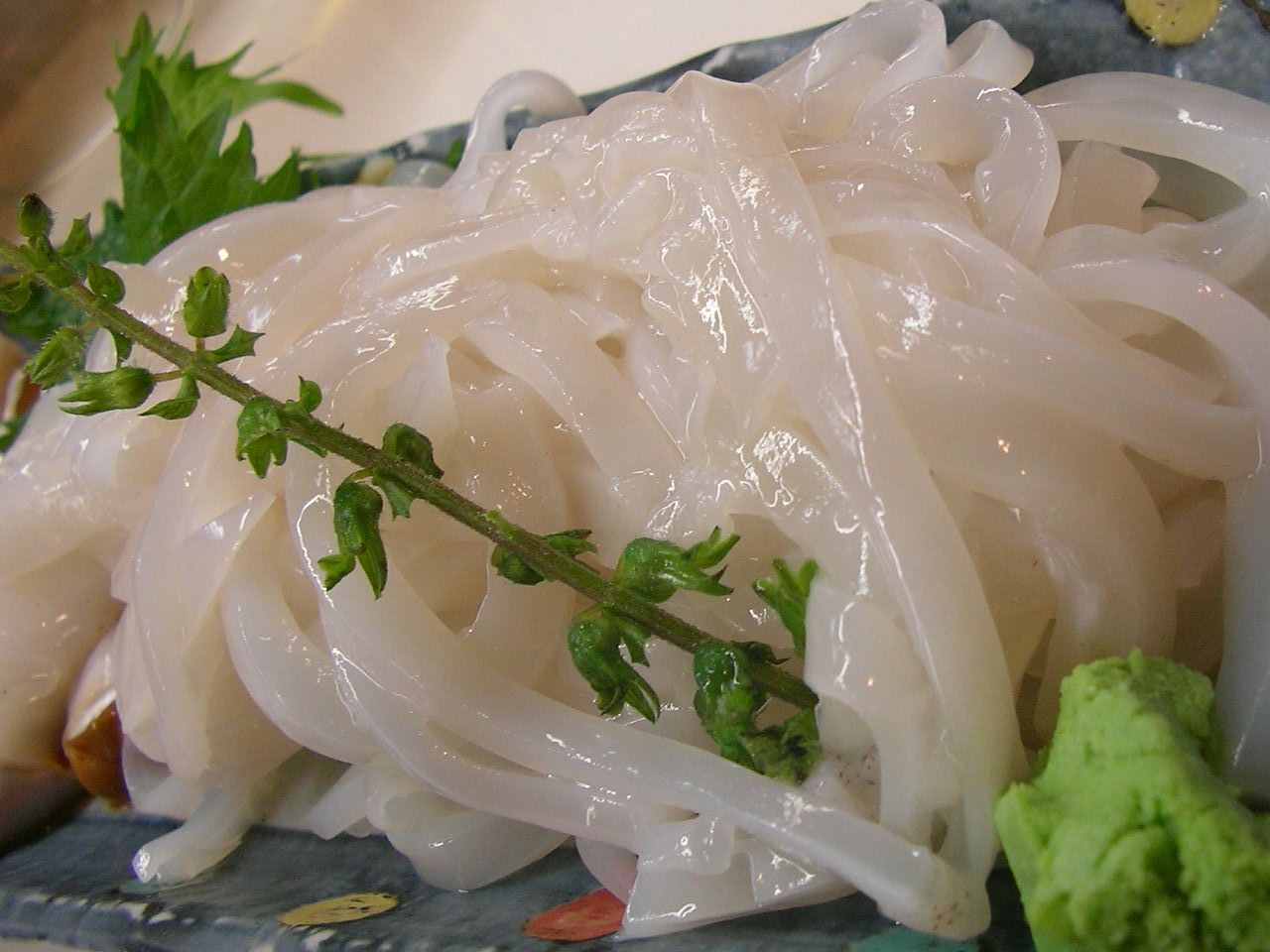
イカそうめん（割烹料理店）
添え物（つま、など）は標準的である。手前から順に、下ろし山葵、穂紫蘇（蕾つきのシソの穂）、青紫蘇（紫蘇の青葉）。

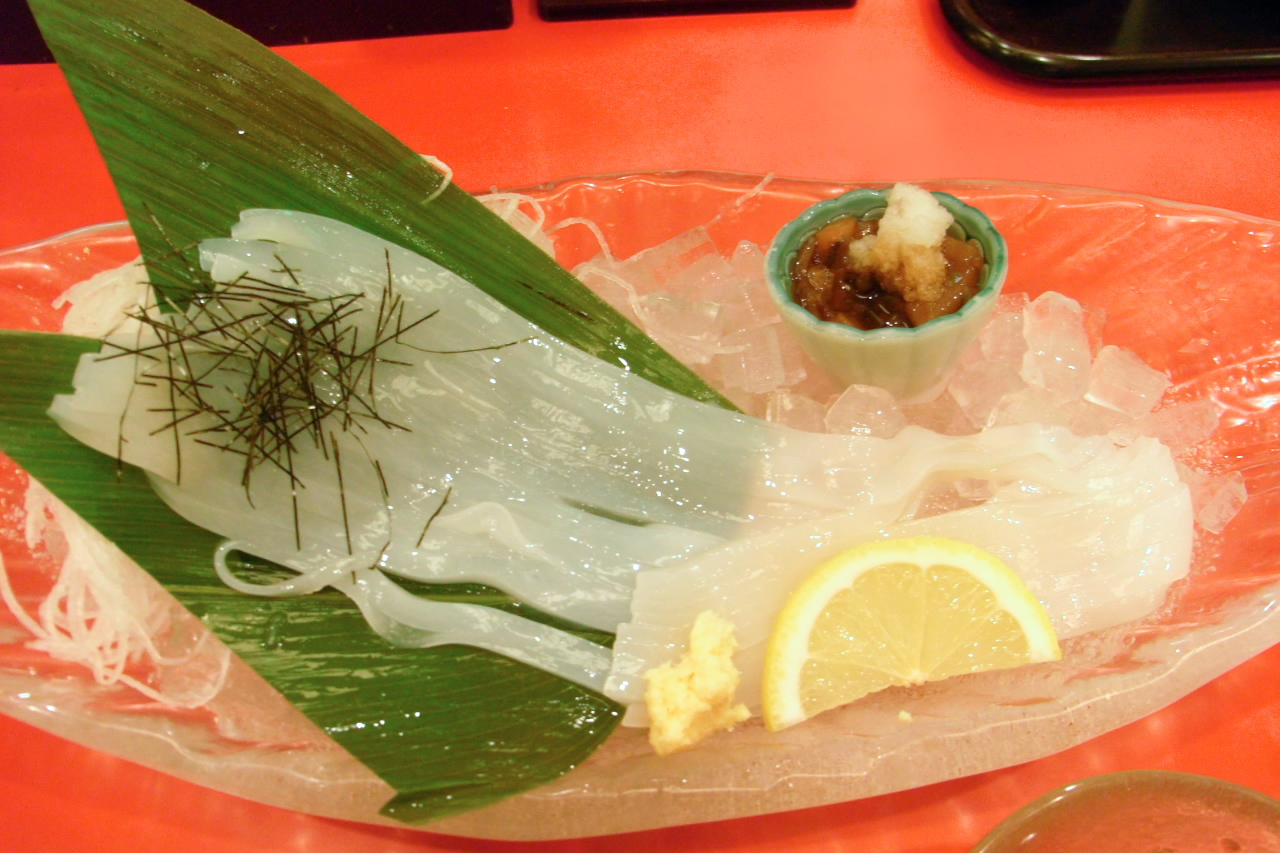
イカそうめん（和風レストラン）

イカそうめん（同義異字：烏賊素麺、いかソーメン、等々）は、生のイカを麺状に細く切り、醤油やつゆを付けて「文字通りそうめんのように」啜って食べる日本料理。北海道、特にイカの水揚げで知られる函館の名産として紹介される。

## 語源
「イカそうめん」は、古くから定着した言葉ではない。北海道出身の渡辺淳一『これを食べなきゃ―わたしの食物史』（1995年）によれば、当時の感覚で「最近」流行ってきた呼称で、「もとをただせば、イカ刺しを細かく切ったものに過ぎない」というが、それは札幌に住む著者の経験談であり、地元の函館でいつからこの名があるかは検証を要する。これより四半世紀遡る著作で、楠本憲吉は、イカそうめんと同じく「丼一杯、生イカをトコロテンのように切って盛ったものと、土しょうがのおろしと醬油」のことを、〈海のそうめん〉と紹介する。なお、海藻の紅藻類ウミゾウメン科のウミゾウメンを流通段階や飲食店で海そうめんと呼ぶことがある。地方によってはアメフラシの卵塊を海ぞうめんと呼ぶが、そちらは干物である。イカそうめんや海藻のウミゾウメンと異なり、アメフラシの卵塊を生で食べると腹を壊す。

## 特徴
イカの身を2枚あるいは3枚に分け、包丁で細切りに引いていく。文字通り「素麺のように細く」とする文献もあるが、「トコロテンのよう」、「幅5mm」などと太さについての記述はまちまちである。
細切りは一杯に丼に盛り、つけだれは、醤油をショウガ（生姜）と和えた生姜醤油、あるいは、めんつゆ（麺露）を使う。場合によっては平皿に盛られ、ワサビ醤油を用いてもよい。
「文字通りそうめんのようにツルツルと頂く」ものであるが、上述したようにそうめんの細さ（1.7mm）とは限らず、「うどんのように食べる」とも形容されている。
函館などイカの水揚げ地では、鮮度の良いものは身が透き通っていて、歯応えもあり、「特に、活けの状態で運ばれてきた朝とれのイカは、甘みが抜群という」。種類は、夏より出回り漁獲量も多いスルメイカを使う。
食材のイカは、たいてい初夏から出回り漁獲量も多いスルメイカが用いられる。アオリイカ、ヤリイカを使う料理人もいる。
一般にはパック詰めにした商品も販売されている。